# Plesnois

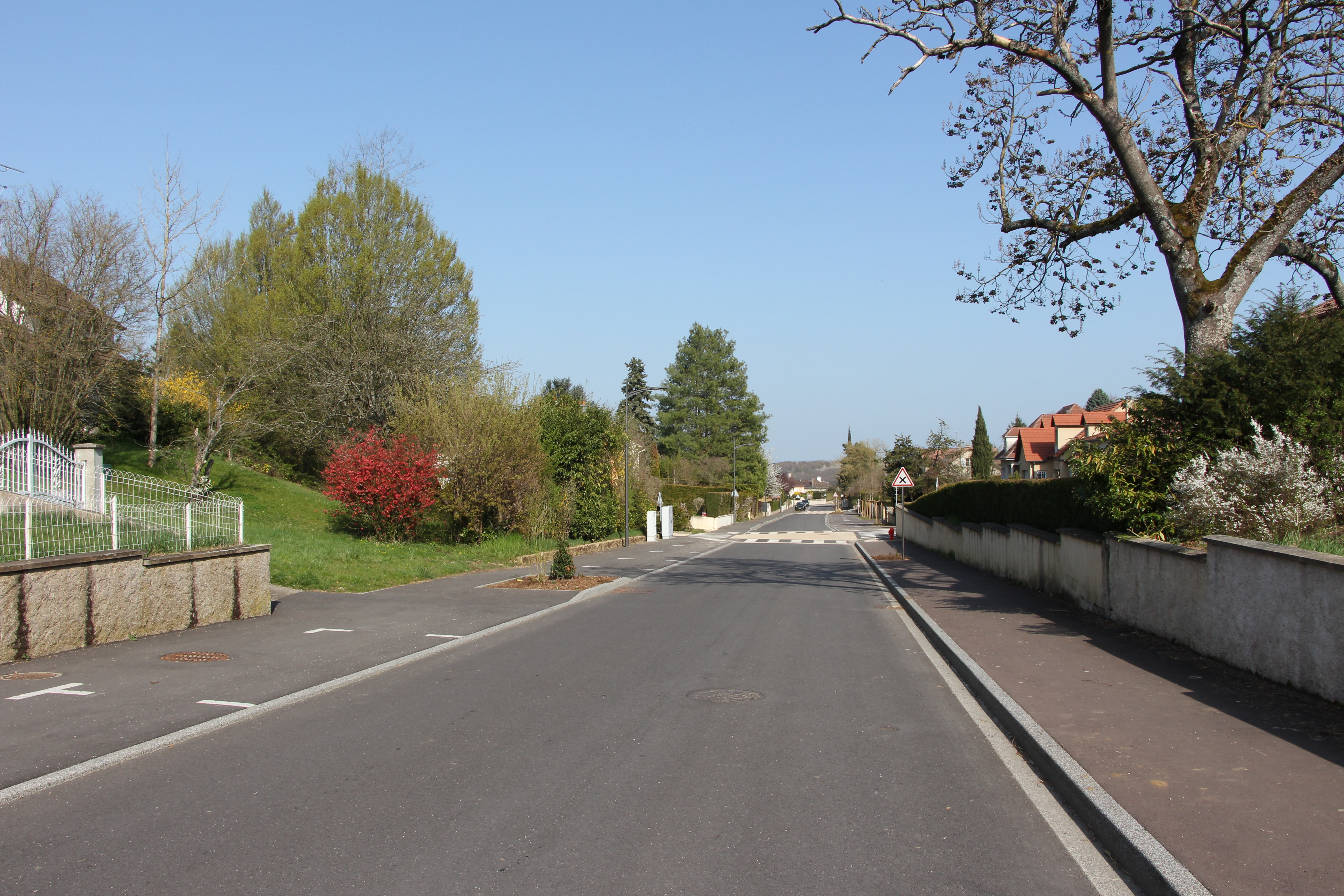
Rue Jeanne d'Arc.

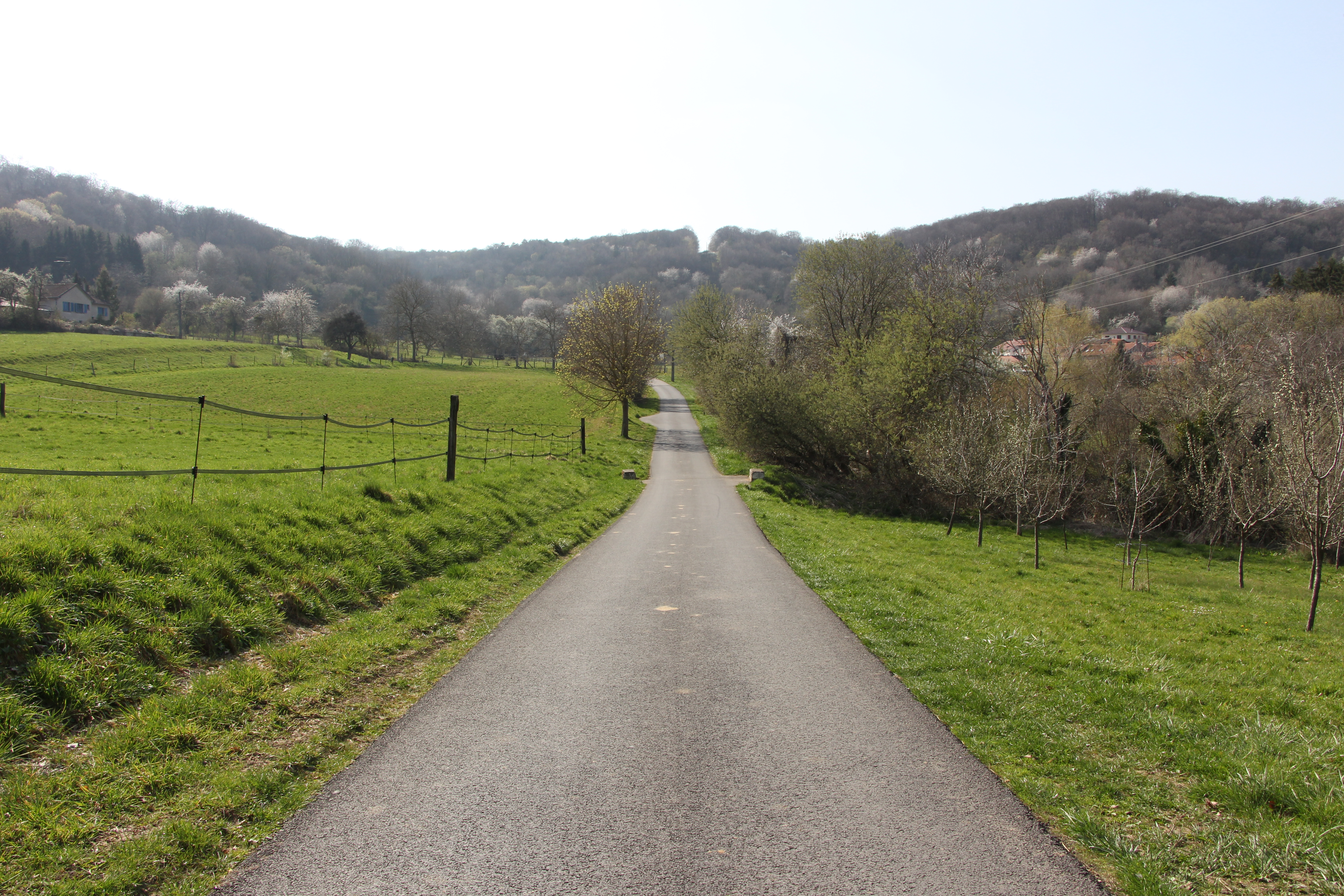
Rue de la Fontaine.

Plesnois [plɛnwa] est une commune française située dans le département de la Moselle, près de Woippy et de Maizières-lès-Metz.
Ses habitants sont appelés les Plesnoissiens ou les Plesnoissiennes.

## Géographie
Plesnois est situé dans la vallée de la Moselle, au pied des côtes de même nom, à quelques kilomètres au nord de Metz.
Quelques dizaines de kilomètres séparent le village du Luxembourg, de la Belgique et de l'Allemagne.

### Accès
On se rend facilement dans le village en venant de Metz et Woippy par le sud ou en venant de l'est par une route communale qui donne accès à l'échangeur de Semécourt sur l'autoroute A4.
Le village est organisé de part et d'autre de la rue Jeanne-d'Arc, l'artère principale de la commune.

### Communes limitrophes
|        | Norroy-le-Veneur |        |
|        | Plesnois         | Woippy |
| Saulny |                  |        |

### Écarts et lieux-dits
- Wosnongue.

### Hydrographie
La commune est située dans le bassin versant du Rhin au sein du bassin Rhin-Meuse. Elle est drainée par le ruisseau de Plesnois.

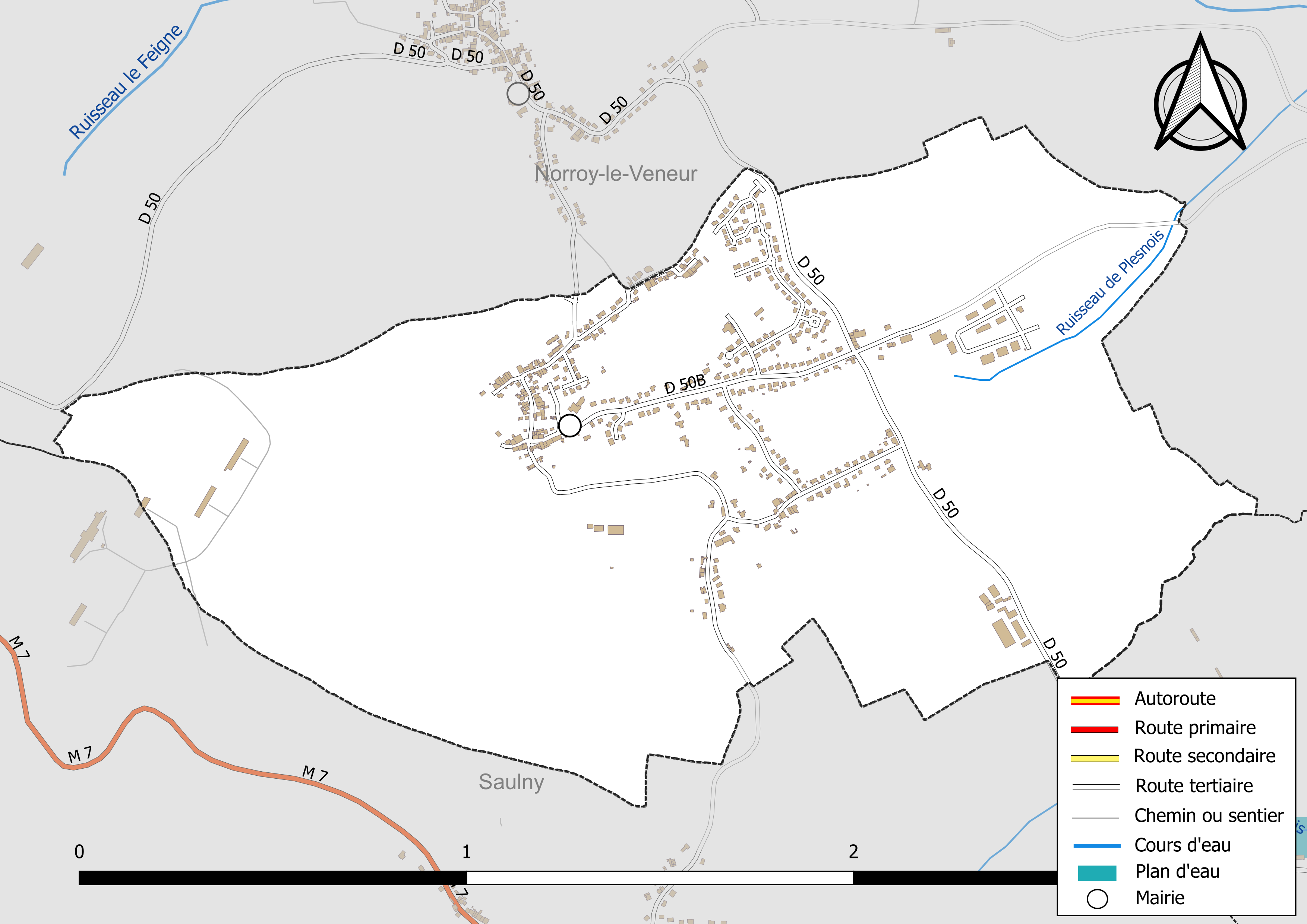
Réseaux hydrographique et routier de Plesnois.

### Climat
Pour des articles plus généraux, voir Climat du Grand Est et Climat de la Moselle.
En 2010, le climat de la commune est de type climat de montagne, selon une étude du Centre national de la recherche scientifique s'appuyant sur une série de données couvrant la période 1971-2000. En 2020, Météo-France publie une typologie des climats de la France métropolitaine dans laquelle la commune est exposée à un climat semi-continental et est dans la région climatique  Lorraine, plateau de Langres, Morvan, caractérisée par un hiver rude (1,5 °C), des vents modérés et des brouillards fréquents en automne et hiver. 
Pour la période 1971-2000, la température annuelle moyenne est de 9,4 °C, avec une amplitude thermique annuelle de 16,6 °C. Le cumul annuel moyen de précipitations est de 804 mm, avec 13 jours de précipitations en janvier et 9,3 jours en juillet. Pour la période 1991-2020, la température moyenne annuelle observée sur la station météorologique de Météo-France la plus proche, « Malancourt », sur la commune d'Amnéville à 10 km à vol d'oiseau, est de 10,2 °C et le cumul annuel moyen de précipitations est de 884,1 mm. 
La température maximale relevée sur cette station est de 39,3 °C, atteinte le 25 juillet 2019 ; la température minimale est de −17,9 °C, atteinte le 5 janvier 1985,,. 
Les paramètres climatiques de la commune ont été estimés pour le milieu du siècle (2041-2070) selon différents scénarios d'émission de gaz à effet de serre à partir des nouvelles projections climatiques de référence DRIAS-2020. Ils sont consultables sur un site dédié publié par Météo-France en novembre 2022.

## Urbanisme

### Typologie
Au 1er janvier 2024, Plesnois est catégorisée ceinture urbaine, selon la nouvelle grille communale de densité à sept niveaux définie par l'Insee en 2022.
Elle est située hors unité urbaine. Par ailleurs la commune fait partie de l'aire d'attraction de Metz, dont elle est une commune de la couronne,. Cette aire, qui regroupe 245 communes, est catégorisée dans les aires de 200 000 à moins de 700 000 habitants,.

### Occupation des sols
L'occupation des sols de la commune, telle qu'elle ressort de la base de données européenne d’occupation biophysique des sols Corine Land Cover (CLC), est marquée par l'importance des territoires agricoles (55 % en 2018), une proportion sensiblement équivalente à celle de 1990 (55,6 %). La répartition détaillée en 2018 est la suivante : 
forêts (34,4 %), terres arables (32,6 %), cultures permanentes (22,4 %), zones urbanisées (10,6 %). L'évolution de l’occupation des sols de la commune et de ses infrastructures peut être observée sur les différentes représentations cartographiques du territoire : la carte de Cassini (XVIIIe siècle), la carte d'état-major (1820-1866) et les cartes ou photos aériennes de l'IGN pour la période actuelle (1950 à aujourd'hui).

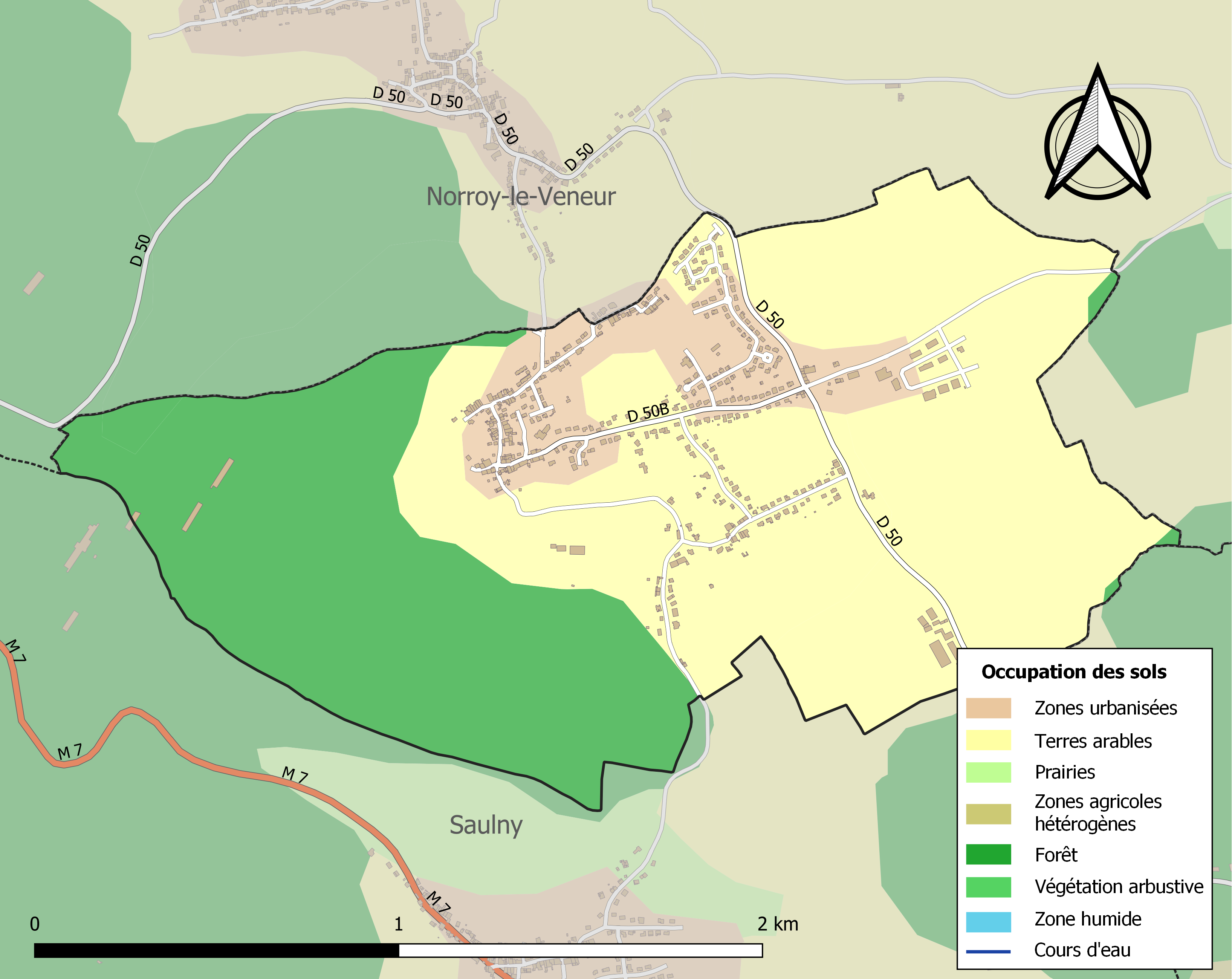
Carte des infrastructures et de l'occupation des sols de la commune en 2018 (CLC).

## Toponymie
On aurait pu croire que le nom de Plesnois provenait des nombreux et immenses noyers qui se trouvaient sur le ban communal, mais pas du tout. Le nom Plenoy apparaît pour la première fois en 1685 et en 1689. En 1756, nous trouvons Plenoy ou Pleneouf (Bo), puis Plenois ou Pléneuf en 1759 et enfin Plesnois en 1808 et en 1869. En 1917, le nom est changé en Plenau, pendant la période de l'occupation allemande. La signification viendrait de platanetum, du latin platanus, ou du patois roman plene, plenne, avec l'adjonction du suffixe collectif etum, signifiant une platanaie. Plesnois signifie donc un endroit planté de platanes.
En lorrain : Pianeu.

## Histoire
Dépendait de l'ancienne province du Barrois, dans la prévôté puis le bailliage de Briey. Au XVIIIe siècle, Plesnois dépendait de la commune de Norroy-le-Veneur. C'est dans les années 1840 que Plesnois devint autonome, créa sa propre commune, élit son conseil municipal et son maire. À cette époque, le village comptait 180 habitants. Petit village blotti dans l'ombre de ses forêts, paisible et tranquille, il était presque inconnu dans la région.
Le principal revenu des habitants provenait du travail de la terre. La principale culture était la vigne. S'ajoutaient les cultures maraîchères et les arbres fruitiers (mirabelles, cerises, pommes, poires et surtout les noix).
Il n'y a pas d'église sur le ban communal. La commune est propriétaire des 5/11e de l'église de Norroy-le-Veneur et participe donc à son entretien et aux travaux dans ces proportions.
Au XIXe siècle la commune avait pour annexes : le Point-du-Jour, Tourne-Bride, Villers-lez-Plesnois, Wasnanque (ou Wassenanque) et la tuilerie de Villers.

## Politique et administration
| Période | Période  | Identité         | Étiquette | Qualité             |
| ------- | -------- | ---------------- | --------- | ------------------- |
| 1880    | 1900     | Émile Leroy      |           |                     |
| 1900    | 1914     | Bassompierre     |           |                     |
| 1914    | 1930     | Claude Jules     |           |                     |
| 1930    | 1945     | Émile Gircourt   |           | Agriculteur         |
| 1945    | 1970     | Charles Gircourt |           | Agriculteur         |
| 1970    | 1989     | Raymond Guedra   |           | Boulanger           |
| 1989    | 1998     | Paul Manuelli    |           | Ingénieur           |
| 1998    | En cours | Marcel Jacques   |           | Technicien agricole |

## Démographie
L'évolution du nombre d'habitants est connue à travers les recensements de la population effectués dans la commune depuis 1793. Pour les communes de moins de 10 000 habitants, une enquête de recensement portant sur toute la population est réalisée tous les cinq ans, les populations de référence des années intermédiaires étant quant à elles estimées par interpolation ou extrapolation. Pour la commune, le premier recensement exhaustif entrant dans le cadre du nouveau dispositif a été réalisé en 2005.

En 2022, la commune comptait 782 habitants, en évolution de −5,21 % par rapport à 2016 (Moselle : +0,52 %, France hors Mayotte : +2,11 %).
| 1793 | 1800 | 1806 | 1861 | 1866 | 1871 | 1875 | 1880 | 1885 |
| ---- | ---- | ---- | ---- | ---- | ---- | ---- | ---- | ---- |
| 311  | 325  | 352  | 346  | 332  | 299  | 309  | 319  | 310  |

| 1890 | 1895 | 1900 | 1905 | 1910 | 1921 | 1926 | 1931 | 1936 |
| ---- | ---- | ---- | ---- | ---- | ---- | ---- | ---- | ---- |
| 292  | 259  | 318  | 429  | 293  | 287  | 286  | 268  | 271  |

| 1946 | 1954 | 1962 | 1968 | 1975 | 1982 | 1990 | 1999 | 2005 |
| ---- | ---- | ---- | ---- | ---- | ---- | ---- | ---- | ---- |
| 206  | 238  | 279  | 331  | 515  | 572  | 627  | 707  | 741  |

| 2006 | 2010 | 2015 | 2020 | 2022 | - | - | - | - |
| ---- | ---- | ---- | ---- | ---- | - | - | - | - |
| 760  | 775  | 805  | 803  | 782  | - | - | - | - |

## Culture locale et patrimoine

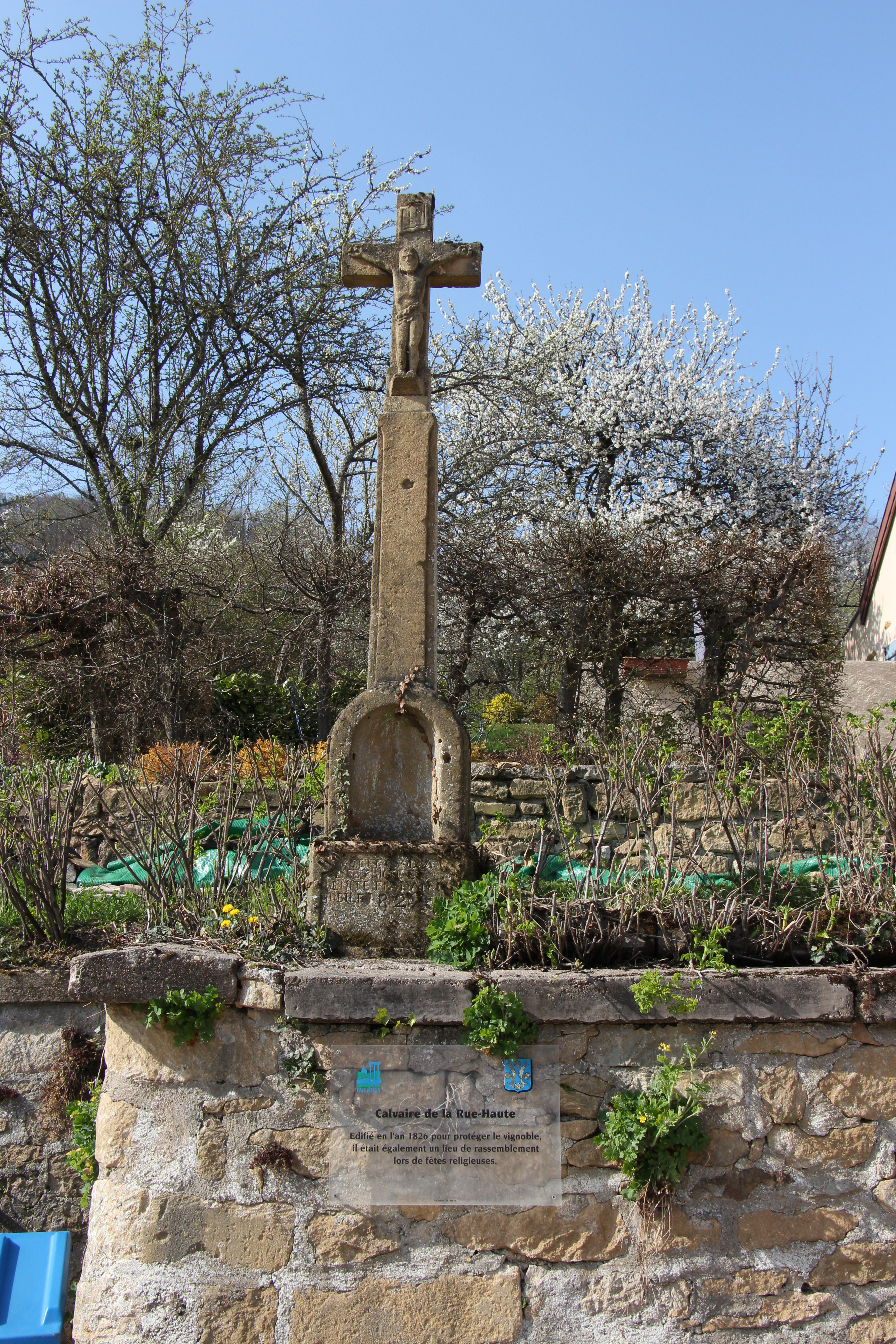
Calvaire de la Rue-Haute situé en haut de la rue du Centre accompagné de son écriteau.

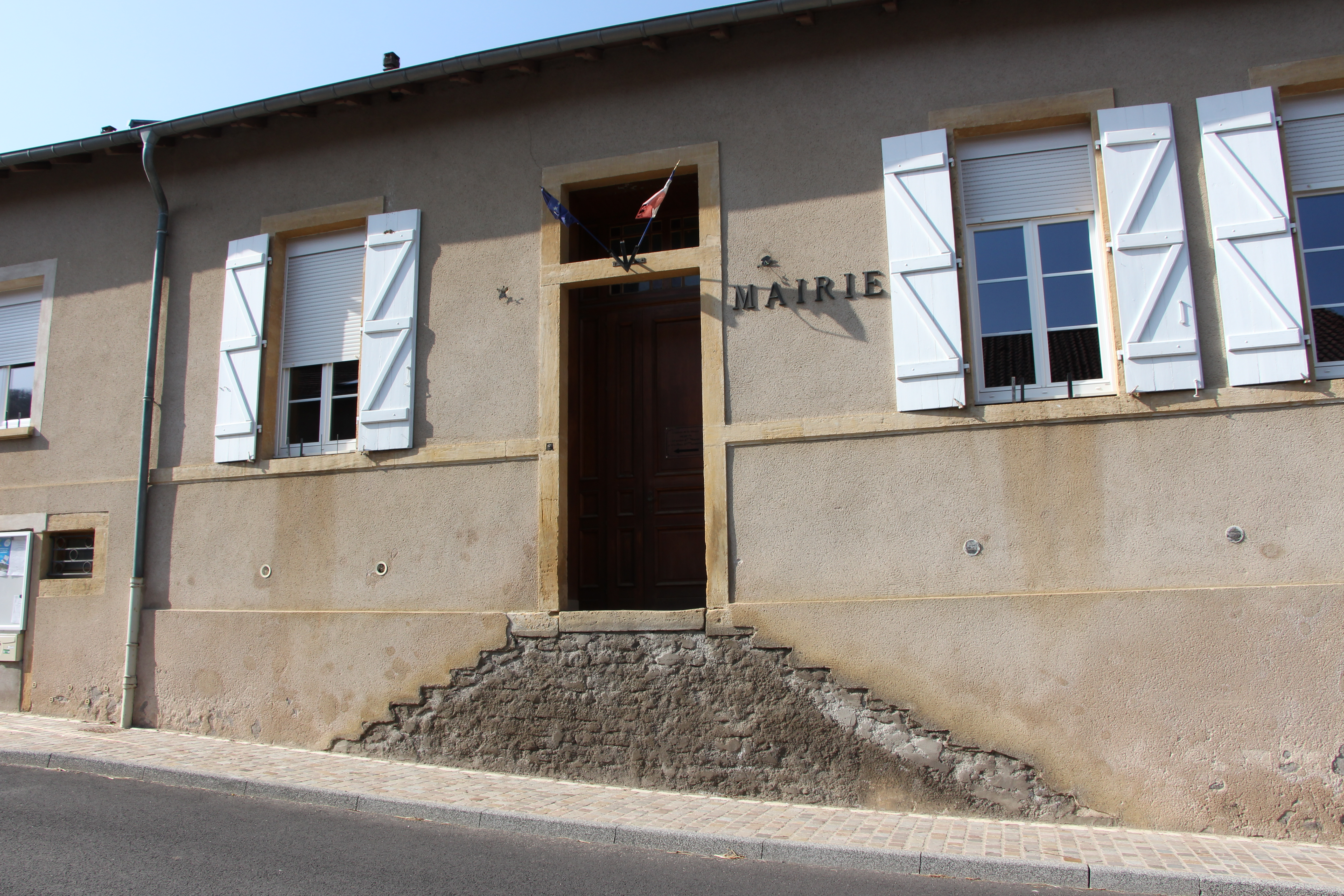
Ancienne entrée de la mairie située rue Jeanne d'Arc.

### Lieux et monuments
- Maisons anciennes en tout ou en parties : millésimes 1580, 1700.
- La tuilerie de Villers : ferme.
- Calvaire de la Rue-Haute.

### Édifice religieux
Plesnois n'a pas d'église. La messe a lieu à Norroy-le-Veneur.

### Héraldique
| Blason de Plesnois | D'azur à deux bars adossés d'or, accompagnés de quatre roses d'or, feuillées de sinople. Les deux bars sont repris des armoiries du duché de Bar, auquel appartenait Plesnois, dans le prévôté de Briey, jusqu'à l'annexion du duché par la France en 1766. Les roses sont celles de l'abbaye de Saint-Pierremont, qui possédait la seigneurie. |